# Llibreria de vell

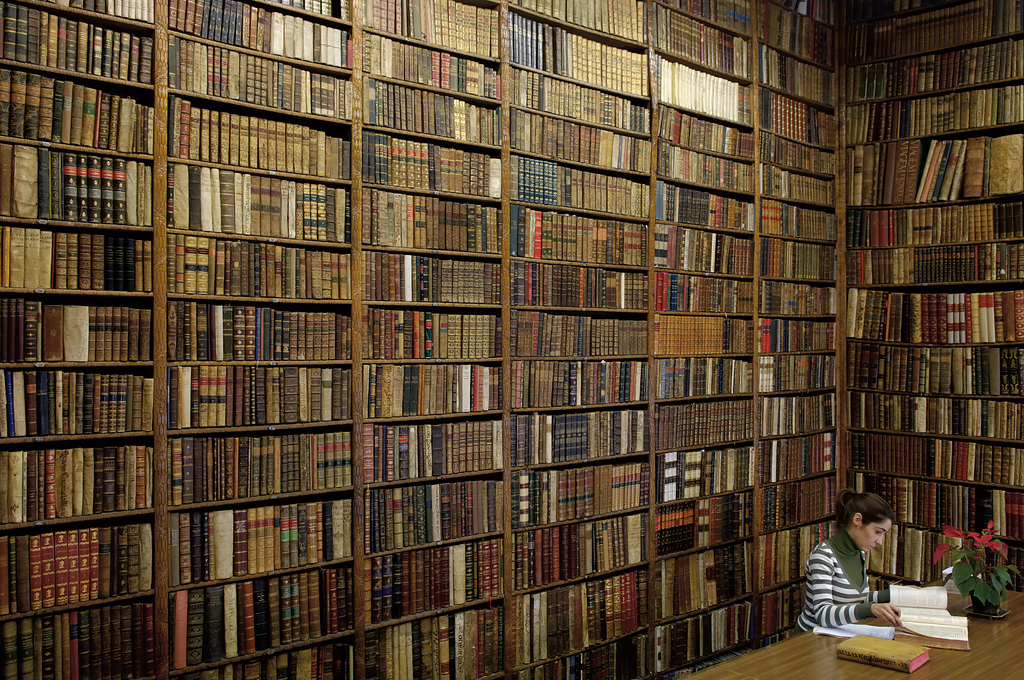
Una botiga de llibres usats a Madrid

Una llibreria de vell és una llibreria on es compren i venen llibres usats i llibres exhaurits. Els bibliòfils i col·leccionistes de llibres solen freqüentar les llibreries de vell. Les grans llibreries en línia també ofereixen llibres en venda. Les persones que vulguin vendre els seus llibres usats mitjançant llibreries en línia accepten els termes descrits per la llibreria: per exemple, pagar una llibreria en línia una comissió predeterminada un cop venuts els llibres. Les llibreries de vell poden tenir des d'alguns centenars fins a diversos centenars de milers de títols. Poden ser botigues amb local, botigues només per Internet o una combinació d'ambdues. Una ciutat del llibre és una localitat on hi ha nombroses llibreries i que serveix com a principal atractiu per al turisme.